# Rosa Yassin Hassan
Rosa Yassin Hassan (arabe : روزا ياسين حسن) née le 1er décembre 1974 à Damas en Syrie est une romancière syrienne.

## Biographie
Après des études d'architecture à l'université Tichrine, elle devient journaliste.
Elle a également été l'animatrice d'une association féministe appelée « Des femmes pour la démocratie ».
En 2000, elle publie son premier livre, intitulé en arabe : مجموعة قصصية بعنوان: سماء ملوثة بالضوء, un recueil de nouvelles.
En 2004, elle remporte le prix Hanna Mineh pour son premier roman, intitulé en arabe : أبنوس.
En 2009, elle est identifiée par le projet Beirut39 comme l'un des écrivains arabes de moins de 40 ans les plus prometteurs.
Rosa Yassin Hassan soutient la révolution syrienne en 2011 et devient une figure de l'opposition. Elle doit fuir la Syrie en 2012 et devient réfugiée politique en Allemagne,.
En 2014, le jury du prix de la littérature arabe attribue une mention spéciale pour son roman Les Gardiens de l'air,.
En 2016, dans Libération elle cosigne une tribune dénonçant la stratégie de la Russie et des États-Unis d'Amérique dans le conflit syrien et écrit un article sur la littérature carcérale en Syrie.

## Œuvres
- arabe : مجموعة قصصية بعنوان: سماء ملوثة بالضوء, Damas, 2000.
- arabe : أبنوس, Damas, 2004.
- arabe : نيغاتيف: من ذاكرة المعتقلات السياسيات (رواية توثيقية), Damas 2008.
- arabe : حراس الهواء, Beyrouth 2009.
- arabe : بروفا: رواية, Beyrouth 2011.
- Les Gardiens de l'air, Actes Sud, traduit de l'arabe par Emmanuel Varlet, 2014.